# Lauriano de Vatan
Laureano es un santo beatificado en la Rioja (España), de origen castellano que desde el Año de Nuestro Señor de 522. Murió tras sufrir martirio realizado por Totila, rey de los ostrogodos, seguidor del arrianismo, en Vatan.

## Biografía
San Laureano nació en la provincia romana de Panonia, hijo de padres nobles pero paganos. Durante su juventud, un pariente católico lo retiró ocultamente de sus padres y lo trasladó a Milán, donde se convirtió al cristianismo y fue bautizado por el obispo Eustorgio II. Se dice de él que en la flor de la juventud era "esmerado en la abstinencia, liberal en las limosnas, trasnochando en las vigilias, continuo en las oraciones, frecuente en los ayunos, solícito en recrear a los pobres, modelo en sus palabras, mitigado en la ira y singularismo en la hospitalidad".
Huyendo de los herejes arrianos, se trasladó a Sevilla, donde en 522 es nombrado obispo de la diócesis en sustitución de Máximo. Permanece en este puesto durante 17 años hasta 539.
En 539 deja Sevilla, dirigiéndose primero a Marsella y después a Roma, donde se entrevista con el Papa Vigilio. Es perseguido y capturado por Totila, el rey de los ostrogodos, seguidor del arrianismo, que le da muerte en la ciudad francesa de Vatan el 4 de julio del año 546 y ordena que lo decapiten, mandando su cabeza a Sevilla, la cual, cuando llegó a la ciudad, la libró de la peste y el hambre que padecía según el mismo había profetizado antes de morir.
En Colombia, es el Patrono de la ciudad de Bucaramanga (Departamento de Santander) y el municipio de Lenguazaque al norte del departamento de Cundinamarca.
En Pinilla Trasmonte (provincia de Burgos, España) se celebra una gran procesión en la que bailan muchas personas y un hijo del pueblo, algunos años, declama una bella poesía en la misma calle, al comenzar la procesión.